# Jaeger-LeCoultre
Jaeger-LeCoultre ([ˈʒeʒɛʁ ləˈkultʁ] — рус. Жэжэр-ЛёКультр) — производитель швейцарских часов класса «люкс». Мануфактура Jaeger-LeCoultre, основанная в первой половине XIX века, находится в местечке Ле-Сантье (кантон Во, Швейцария). На счету компании сотни изобретений и более тысячи фирменных калибров, среди которых самый миниатюрный в мире механизм, самые сложные в мире наручные часы и часы, оснащённые практически вечным механизмом. На сегодняшний день Jaeger-LeCoultre имеет восемь часовых коллекций и ведёт активную партнёрскую деятельность в таких областях, как охрана морской среды, автоспорт и поло. С 2000 года компания является 100%-м дочерним предприятием швейцарского холдинга Richemont, осуществляющего деятельность на рынке предметов роскоши.

## История

### Семья Лекультров
Самые ранние сведения о семье Лекультров в Швейцарии восходят к XVI веку. Именно тогда гугенот из французского города Лизи-сюр-Урк Пьер Лекультр (около 1530 — около 1600) находит в Женеве убежище от религиозного преследования. В 1558 году он получает статус «постоянного жителя», но на следующий год приобретает участок земли в долине Жу и покидает Женеву. Со временем на этом месте вырастает небольшое поселение, в котором в 1612 году сын Пьера Лекультра строит церковь. Так появляется местечко Ле-Сантье, в котором и по сей день расположена мануфактура.

### Мануфактура
В 1833 году Антуан Лекультр (1803—1881) изобретает станок для выточки стальных часовых шестерён, а вскоре после этого открывает небольшую часовую мастерскую в Ле-Сантье. Отличное владение навыками часовой механики позволяет ему наладить изготовление часов высокого качества. В 1844 году он изобретает самый точный в мире измерительный прибор, получивший название «миллионометр», а в 1847 г. разрабатывает систему завода и настройки часов, не требующую ключа. Четырьмя годами позже он удостаивается золотой медали за достижения в области точности часов и механизации производства на первой Всемирной выставке в Лондоне.
В 1866 году, во времена, когда разные детали часов было принято изготавливать в многочисленных небольших мастерских, Антуан и его сын Эли Лекультр (1842—1917) принимают решение собрать профессионалов из разных областей часового дела. Так была основана первая в долине Жу мануфактура с полным циклом производства: LeCoultre & Cie. В 1870 году на ней впервые организуется частично механизированное производство сложных часовых механизмов.
К этому времени на мануфактуре, известной под названием «Большой часовой дом долины Жу», насчитывается 500 сотрудников. К 1900 году на её счету более 350 различных калибров фирменной разработки, из которых 128 оснащены функцией хронографа и 99 — функцией репетира. В течение 30 лет, начиная с 1902 года, мануфактура LeCoultre & Cie производит большую часть заготовок механизмов для женевской компании Patek Philippe.

### Jaeger-LeCoultre
В 1903 году парижский мастер Эдмон Жежер, изготавливавший часы для французского Морского ведомства, обращается к швейцарским коллегам с предложением разрабатывать и производить изобретённые им ультратонкие механизмы.
Жак-Давид Лекультр, внук Антуана Лекультра и директор по производству LeCoultre & Cie, берётся за выполнение этой задачи. В результате была создана коллекция ультратонких карманных часов, которую в 1907 году пополнили самые плоские в мире часы с калибром LeCoultre 145. В том же году французский ювелирный дом Cartier, один из клиентов Эдмона Жежера, подписывает с парижским часовщиком договор, по которому в течение пятнадцати лет все механизмы Жежера поставляются Cartier на эксклюзивных правах. Производство этих механизмов осуществлялось компанией LeCoultre.
Сотрудничество Жежера и Лекультров официально закрепляется в 1938 году созданием компании Jaeger-LeCoultre. Тем не менее, в Северной Америке часы продавались под маркой LeCoultre приблизительно с 1932 по 1985 год, и только после этого название Jaeger-LeCoultre было принято повсеместно. Судя по архивным материалам мануфактуры в Ле-Сантье, последний механизм для часов LeCoultre, предназначенных для продажи в Америке, был выпущен в 1976 году.
По ошибочным утверждениям некоторых коллекционеров и плохо осведомлённых дистрибьюторов, американские часы LeCoultre не имеют ничего общего со швейцарским производителем Jaeger-LeCoultre. Это недоразумение уходит корнями в 1950-е годы, когда дистрибьютором часов LeCoultre в Северной Америке была группа Longines-Wittnauer, также занимавшаяся продажей изделий Vacheron Constantin. Именно этим объясняется ошибка коллекционеров, перепутавших названия компании-дистрибьютора и компании-производителя. Элитные «загадочные» часы Galaxy с украшенным бриллиантами циферблатом созданы совместно компаниями Vacheron & Constantin и LeCoultre для американского рынка. Спереди на часах имеется надпись «LeCoultre», а на задней крышке «Vacheron & Constantin — LeCoultre». Торговая марка LeCoultre прекратила своё существование в 1985 г. и была заменена торговой маркой Jaeger-LeCoultre.

### Изобретения
Со дня своего основания компания Jaeger-LeCoultre разработала 1242 различных калибра. На её счету сотни изобретений и около 400 зарегистрированных патентов.

#### Миллионометр
Миллионометр, изобретённый Антуаном Лекультром в 1844 году, стал первым в истории прибором, позволяющим измерять расстояния с точностью до микрона, что обеспечило величайшую точность при изготовлении деталей часов. Изобретение не было запатентовано, поскольку в то время в Швейцарии ещё не существовало системы патентов. Тем не менее, его уникальное устройство более пятидесяти лет держалось компанией в строжайшем секрете. Прибор был представлен на Всемирной выставке в Париже в 1900 году.

#### Часы без заводного ключа
В 1847 году Антуан Лекультр изобретает первую простую и надёжную систему завода и настройки часов, не требующую ключа. Вместо него используется небольшая кнопка, при нажатии активирующая рычаг для перехода от одной функции к другой. Это изобретение также не было запатентовано, что позволило другим часовым компаниям быстро применить новую систему в своём производстве.

#### Калибр LeCoultre 145
В 1907 году калибр LeCoultre 145 толщиной 1,38 мм установил мировой рекорд среди самых плоских механизмов для карманных часов. Этот калибр и сегодня остаётся самым плоским в мире в своей категории. С 1907 по 1960-е годы было изготовлено около 400 экземпляров этого механизма.

### Особо сложные функции
В 1866 году, впервые в истории часового дела, мануфактура LeCoultre & Cie начинает мелкосерийное производство калибров с небольшими компликациями. В 1891 году разрабатывается калибр, объединяющий две сложные функции: хронографа и минутного репетира.
Накопленный опыт позволил компании к середине 1890-х годов перейти к изготовлению особо сложных часовых механизмов, оснащённых, по меньшей мере, тремя классическими сложными функциями, такими как вечный календарь, хронограф и минутный репетир.
В 2004 году Мануфактура впервые представила наручные часы высокой категории сложности Gyrotourbillon, оснащённые двуосным турбийоном, а также вечным календарём с двойной ретроградной индикацией и «бегущим» уравнением времени. В 2006 году была создана модель Reverso Grande Complication à Triptyque, первая в истории часового искусства, оснащённая тремя циферблатами при лишь одном механизме, а в 2009 году Hybris Mechanica à Grande Sonnerie, самая сложная в мире модель наручных часов, имеющая 26 сложных функций.

### Исторические модели

#### Reverso
Часы, название которых в переводе с латинского означает «Я поворачиваюсь», были созданы в 1931 году. Их корпус свободно поворачивается в оправе, защищая стекло, благодаря чему часы могут выдержать самые сильные удары при игре в поло. Модель Reverso считается классикой стиля ар деко и производится до сих пор.

#### Duoplan
Стремление объединить миниатюрность и точность привело к созданию в 1925 году калибра LeCoultre 7BF Duoplan. Механизмы модных в то время небольших наручных часов не отличались высокой надёжностью. Часы Duoplan, предложенные Анри Родане, техническим директором предприятий Эдмона Жежера, состояли из двух расположенных друг над другом плоскостей — отсюда их название — позволяющих разместить крупный баланс.
Часы Duoplan были впервые выполнены из стали с бриллиантами, а в 1929 году в них было впервые в истории часового дела применено сапфировое стекло. Модель Duoplan была застрахована лондонской компанией Lloyds. На неё было предоставлено специальное послепродажное обслуживание, а повреждённый механизм мог быть заменён в течение нескольких минут, поэтому на витрине крупнейшего лондонского магазина Tyme появилась вывеска, гласившая: «Не успеете вы выкурить сигарету, как ваши часы будут починены».

#### Joaillerie 101
Вслед за механизмом Duoplan в 1929 году был разработан ещё более миниатюрный механический калибр Calibre 101, поначалу состоящий из 74 частей (сегодня из 98) общим весом всего около одного грамма. Следующим часовым семейством с калибром Calibre 101 стала линия Joaillerie 101 Étrier, представленная в 1930-х годах. В 1953 г. английская королева Елизавета II выбирает для церемонии своей коронации наручные часы Jaeger-LeCoultre, оснащённые калибром Calibre 101.

#### Atmos
Atmos — часы с практически вечным механизмом, работающие без вмешательства человека и почти не требующие энергии. Эти часы были изобретены в 1928 году в Невшателе швейцарским инженером Жан-Леоном Реттером. С 1950 году правительство Швейцарии официально преподносит их в подарок особенно почётным гостям. Патент на часы был зарегистрирован в 1928 году, после чего в 1930 году официальным дистрибьютором их первой версии, известной сегодня под названием Atmos 1, стала Compagnie Générale de Radiologie (CGR).
Впоследствии патенты были приобретены компанией Jaeger-LeCoultre: во Франции в 1936 году и в Швейцарии в 1937 году компании понадобилось десять лет на работу по совершенствованию часов, и с 1946 года они начали выпускаться в их современном виде.
В 1988 году агентство по дизайну Kohler and Rekow выпустило ограниченной серией из двух экземпляров корпус для часов, а в 2003 году Мануфактура представила часы Atmos Mystérieuse, оснащённые калибром Jaeger-LeCoultre 583 и состоящие из 1460 деталей.

#### Memovox
В 1950 году Мануфактура выпустила часы Memovox, что в переводе означает «голос памяти». Часы снабжены механизмом боя, благодаря которому их можно использовать в качестве будильника, а также для напоминания о запланированных встречах и мероприятиях. В первых моделях был установлен калибр с ручным заводом Jaeger-LeCoultre 489.
В 1956 году часы Memovox с калибром Jaeger-LeCoultre 815 стали первыми в истории часами с автоматическим подзаводом, имеющими функцию будильника. Вскоре после этого компания отпраздновала свой 125-летний юбилей, представив часы Memovox с функцией мирового времени. В 1959 году была разработана модель Memovox Deep Sea для подводного плавания с функцией звукового сигнала о поднятии на поверхность, а в 1965 году модель Memovox Polaris с запатентованной тройной задней крышкой, обеспечивающей оптимальную передачу звука под водой.
Вторая из них послужила образцом для создания недавно представленных линеек Master Compressor и AMVOX. В 2008 году была выпущена её новая интерпретация, названная Memovox Tribute to Polaris.
В октябр Jaeger-LeCoultre представила две новые модели из коллекции Polaris — Polaris Mariner Date и Polaris Mariner Memovox, с эталонным механизмом для наручных часов со звуковым сигналом.

#### Geophysic
В 1958 году, в честь проведения Международного геофизического года, компания Jaeger-LeCoultre выпустила часы, обладающие ударопрочностью, водонепроницаемостью и устойчивостью к влиянию магнитных полей. Хронометр Geophysic, разработанный опытным инженером Жюлем-Сезаром Савари, был предназначен для работы на научных станциях в Антарктиде. В нём был установлен калибр Jaeger-LeCoultre 478BWS с 17 камнями, спиралью Breguet, регулирующей пружиной на мосту баланса, противоударной системой и балансом Glucydur. В первый же год после выпуска хронометр Geophysic был подарен Уильяму Р. Андерсону, командиру субмарины Наутилус, первой американской атомной подводной лодки, совершивший путешествие из Тихого в Атлантический океан через Северный полюс.

## Коллекции

### Master
Все часы, выпускающиеся сегодня маркой Jaeger-LeCoultre, за исключением Calibre 101 и Atmos, проходят серию испытаний «1000 hours test».
Эти испытания были впервые применены в 1992 году к часам Master Control. Для обеспечения оптимальной точности и надёжности каждые готовые часы проходят шесть тестов, продолжительностью 1000 часов, то есть шесть недель. Коллекция Master постепенно пополнилась следующими моделями: Master Ultra-Thin, Master Grande Tradition и Master Extreme.

#### Master Compressor
Коллекция Master Compressor состоит из моделей, в которых сложнейший механизм помещён в высокотехнологичный корпус. Часы Master Compressor, входящие в коллекцию Master Extreme, были созданы в 2002 году в память о модели 1965 года Memovox Polaris. Название коллекции произошло от фирменного компрессорного ключа, разработанного брендом и обеспечивающего непроницаемость корпуса.
Master Compressor Extreme LAB позиционируется брендом как первые в мире часы, не требующие смазки. Модель оснащена самым сложным и высокоэффективным хронографом из всех, выпущенных маркой. Часы Master Compressor Navy SEALs созданы для работы в экстремальных условиях и предназначены для спецназа ВМС США.

### Duomètre
Часы Duomètre вызывают ассоциации с хронометром, созданным в 1880 году. В них применена концепция Dual-Wing: два автономных часовых механизма с общим регулирующим узлом, но при этом с независимыми источниками энергии и трансмиссиями. Один из механизмов подаёт энергию на баланс, другой отвечает за работу функций. Таким образом обеспечивается как хронометрическая точность измерения времени до 1/6 секунды, так и сохранение всех имеющихся функций.

### Rendez-vous
Коллекция Rendez-Vous, предназначенная исключительно для женщин, создана по образцу коллекции Master Control. Она состоит из круглых часов с циферблатами, украшенными перламутровой мозаикой и бриллиантами.
Часы Rendez-Vous Night & Day оснащены механическим калибром с автоподзаводом и индикатором день/ночь с изображениями солнца и луны в положении «6 часов». Безель часов украшен бриллиантами. Более крупная модель Rendez-Vous Tourbillon оснащена подвижной кареткой, которая компенсирует воздействие гравитации. Существует также версия с указателем даты.

### Amwox
Сотрудничество между Jaeger-LeCoultre и Aston Martin восходит к началу 1920-х годов, когда на приборных панелях спортивных автомобилей устанавливались спидометры производства Jaeger. В 2004 году партнёрские отношения между компаниями возобновились. Результатом стало создание коллекции Amvox, дизайн которой вызывает ассоциации с миром автоспорта. Её отличительными чертами являются циферблаты с развёрткой на 270°, выполненные в стиле приборов ретроавтомобилей, традиционные цвета британского автопромышленника, круговая матовая обработка циферблата, по текстуре приближающаяся к поверхности тормозных дисков, заводная головка, воспроизводящая контуры крышки бензобака моделей Aston Martin.
Модель Amvox2 Grand Chronograph оснащена запатентованной Jaeger-LeCoultre системой механического хронографа с вертикальным триггером, который приводится в движение нажатием на поворачивающийся корпус. Такая система является альтернативой кнопкам управления замерами временных интервалов.

### Atmos
Atmos — часы с практически вечным механизмом, работающие без вмешательства человека и почти не требующие энергии. Они получают энергию от очень небольших колебаний температуры и атмосферного давления в окружающей среде и могут работать в течение многих лет, не требуя участия человека. Подзавод обеспечивается благодаря капсуле, внутри которой находится смесь термочувствительных газов. Изменения температуры на одну сотую часть градуса достаточно для получения энергии, обеспечивающей часам Atmos двухдневный запас хода.
Баланс часов, подвешенный на нити из стального сплава толщиной менее волоса, совершает два полуколебания в минуту. Шестерёнки механизма не требуют смазки. Часы Atmos знамениты своей точностью: требуется 3821 год, чтобы произошло отклонение индикации фаз луны на один день.

### Hybris Mechanica
Коллекция Hybris Mechanica включает в себя часы Jaeger-LeCoultre, оснащённые особо сложными функциями. Модель Duomètre Sphérotourbillon оснащена турбийоном, который можно настроить с точностью до ближайшей секунды. Модель Reverso Répétition Minutes à Rideau выделяется оригинальным минутным репетиром: искусный «занавес» поочерёдно закрывает один из циферблатов и образует дополнительный «лик» часов. В модели Master Grande Tradition Grande Complication «парящий» турбийон используется для указания зодиакальных созвездий и отображения звёздного времени. Эти часы оснащены также минутным репетиром с «кафедральными» гонгами. Особенностью модели Hybris Mechanica à Grande Sonnerie являются гонги, полностью воспроизводящие мелодию колокола Биг Бен, а модели Reverso Gyrotourbillon 2 — сферический турбийон, помещённый в переворачивающийся корпус и дополненный цилиндрической спиралью баланса. Часы Master Compressor Extreme LAB не требуют смазки; в часах Gyrotourbillon 1 турбийон вращается относительно трёх осей, компенсируя воздействие гравитации в любом положении.

### Haute Joaillerie
В коллекцию Haute Joaillerie входят часы, выполненные из драгоценных металлов и камней. Коллекция, представленная в начале 2013 году, включает пять моделей: Joaillerie 101 Feuille, Joaillerie 101 Résille, Grande Reverso 101 Art Déco, Montre Extraordinaire La Rose и Master Gyrotourbillon 1. Часы «Joaillene Manchette» стоят 26 млн $.

## Партнёрство

### ЮНЕСКО
Компания Jaeger-LeCoultre и газета International Herald Tribune договорились о сотрудничестве с Центром всемирного наследия ЮНЕСКО с целью осуществления программы сохранения морских объектов Всемирного наследия. Партнёрское соглашение обеспечивает финансирование и освещение в прессе одной из приоритетных программ Комитета Всемирного наследия, направленной на занесение новых объектов в список охраняемых морских зон и принятие мер по охране 46 уже внесённых в него объектов. Газета International Herald Tribune ежегодно размещает в своём печатном и онлайновом издании материалы, посвящённые охраняемым объектам и программе в целом, что способствует информированию широкой общественности о партнёрской деятельности.

### Совет по ответственному ювелирному бизнесу (RJC)
В октябре 2011 года компания Jaeger-LeCoultre присоединилась к Совету по ответственному ювелирному бизнесу (Responsible Jewellery Council), получив сертификат соблюдения прав человека и соответствия социальным, этическим и природоохранным стандартам, установленным для членов RJC.

### Aston Martin
В 2004 году компании Jaeger-LeCoultre и Aston Martin заключили партнёрское соглашение о совместной разработке мужских часов AMVOX1. Дизайн модели призван послужить напоминанием о 70-летнем сотрудничестве двух компаний. Приборные панели автомобиля Aston Martin LM с 1,5-литровым двигателем — регулярно занимавшего первые места в гонках 1930-х годов в категории легковых автомобилей — были оснащены приборами производства Jaeger-LeCoultre.

### Valextra
В 2012 году Jaeger-LeCoultre представил женские часы Reverso в версии «два в одном», разработанной совместно с компанией Valextra, производителем изделий из кожи.

### Jaeger-LeCoultre и конный спорт
Тесная связь компании Jaeger-LeCoultre с миром конного спорта установилась ещё в 1931 году. Один из её постоянных партнёров — клуб по конному поло Veytay.